# Graham Burke
Graham Dylan Burke (* 21. September 1993 in Dublin) ist ein irischer Fußballspieler.

## Werdegang

### Verein
Burke begann seine Karriere beim Dubliner Amateurverein Belvedere FC und wechselte im Jahre 2010 in die Jugendabteilung des englischen Proficlubs Aston Villa. Ein Jahr später rückte Burke in den Kader der Profimannschaft auf, kam jedoch nur auf zwei Einsätze im Football League Cup. Um Spielpraxis zu erhalten, wurde er in der Saison 2013/14 an den Zweitligisten Shrewsbury Town ausgeliehen. Ein Jahr später folgte eine Leihe zum Zweitligisten Notts County, mit denen Burk in die dritte Liga abstieg. Daraufhin nahm Notts County ihn fest unter Vertrag.
Während er in der Saison 2015/16 noch Stammspieler war, kam er ein Jahr später nur noch selten zum Einsatz. Burke kehrte nach Irland zurück und schloss sich den Shamrock Rovers an. 2018 wechselte er dann zum englischen Zweitligisten Preston North End, wurde aber während der Rückrunde zum Drittligisten FC Gillingham ausgeliehen. Am Saisonende folgte eine weitere Leihe zu den Shamrock Rovers. Die Rovers nahmen Burke dann 2021 fest unter Vertrag. Mit den Shamrock Rovers gewann Burke 2019 den irischen Pokal sowie zwischen 2020 und 2023 viermal in Folge die irische Meisterschaft.

### International
Burke kam im Jahre 2018 zu drei Einsätzen in der irischen Nationalmannschaft, bei denen er ein Tor erzielte. Sein erstes Länderspiel absolvierte er am 28. Mai 2018 bei der 0:2-Niederlage der irischen Auswahl in Frankreich. Am 2. Juni 2018 erzielte Burke sein einziges Tor im Nationaltrikot beim 2:1-Sieg gegen die USA.

## Erfolge
- Irischer Meister: 2020, 2021, 2022, 2023
- Irischer Pokalsieger: 2019
- Irischer Superpokalsieger: 2022, 2024